# Леннон, Томас
Томас Патрик Леннон (англ. Thomas Patrick Lennon, род. 9 августа 1970, Ок-Парк, Иллинойс, США) — американский актёр, сценарист, продюсер и режиссёр.

## Биография
Леннон, имеющий ирландское происхождение, родился в 1970 году в Ок-Парке, пригороде Чикаго. Закончил Oak Park River Forest High School. В возрасте шестнадцати лет, Леннон познакомился со своей будущей подругой и коллегой Керри Кенни в летнем лагере. Леннон с ней учился в Нью-Йоркском университете.
Леннон является также высококвалифицированным сценаристом. Большинство сценариев Леннона написаны в сотрудничестве с Беном Гарантом. Их фильмы заработали более 1,4 млрд долларов в мировом прокате. В 2011 году Гарант и Леннон выпустили книгу о написании сценариев для фильмов, которая называется «Writing Movies for Fun and Profit: How We Made a Billion Dollars at The Box Office and You Can Too!» (Написание сценариев для развлечения и пользы: Как мы сделали миллиарды долларов в прокате и вы сможете тоже).
Иногда выступает вживую с группой «Sweet and Tender Hooligans» в качестве гитариста.

## Личная жизнь
Леннон живёт в Лос-Анджелесе со своей женой, актрисой Джени Робертсон, и их сыном Оливером.

## Фильмография
| Год       |    | Русское название                     | Оригинальное название                          | Роль                   |
| --------- | -- | ------------------------------------ | ---------------------------------------------- | ---------------------- |
| 2000      | ф  | Помни                                | Memento                                        | Доктор                 |
| 2002      | ф  | Морское приключение                  | Boat Trip                                      | Священник              |
| 2003      | ф  | Как отделаться от парня за 10 дней   | How To Lose A Guy in 10 Days                   | Тэйер                  |
| 2003      | ф  | Мальчишник                           | A Guy Thing                                    | Pete Morse             |
| 2003      | ф  | Развод                               | Le Divorce                                     | Роджер Уокер           |
| 2003—2020 | с  | Рино 911!                            | Reno 911!                                      | Лейтенант Джим Денгл   |
| 2005      | ф  | Сумасшедшие гонки                    | Herbie: Fully Loaded                           | Ларри Мёрфи            |
| 2005      | ф  | Лысый нянька: Спецзадание            | The Pacifier                                   | N/A                    |
| 2005      | ф  | Автостопом по галактике              | The Hitchhiker’s Guide to the Galaxy           | Судовой компьютер Эдди |
| 2006      | ф  | Порочные связи                       | Conversations with Other Women                 | Видеооператор          |
| 2007      | ф  | Шары ярости                          | Balls of Fury                                  | Карл Уолфштагг         |
| 2008      | ф  | Хэнкок                               | Hancock                                        | Майк                   |
| 2009      | ф  | Папе снова 17                        | 17 Again                                       | Нед Голд               |
| 2009      | ф  | Люблю тебя, чувак                    | I Love You, Man                                | Даг                    |
| 2009      | ф  | Ночь в музее 2                       | Night at the Museum: Battle of the Smithsonian | Уилбер Райт            |
| 2010      | ф  | Машина времени в джакузи             | Hot Tub Time Machine                           | Покупатель             |
| 2010      | с  | Светлана                             | Svetlana                                       | Фёдор                  |
| 2011      | ф  | Совсем не бабник                     | Cedar Rapids                                   | Роджер Лемке           |
| 2011      | ф  | Очень плохая училка                  | Bad Teacher                                    | Карл Халаби            |
| 2011      | ф  | Убойное Рождество Гарольда и Кумара  | A Very Harold & Kumar 3D Christmas             | Тодд                   |
| 2011      | ф  | Сколько у тебя?                      | What’s Your Number?                            | доктор Баррет Инголд   |
| 2012      | ф  | Чего ждать, когда ждёшь ребёнка      | What to Expect When You’re Expecting           | Крейг                  |
| 2012      | ф  | Тёмный рыцарь: Возрождение легенды   | The Dark Knight Rises                          | Доктор                 |
| 2013      | с  | Шон сохраняет мир                    | Sean Saves the World                           | Макс                   |
| 2013      | ф  | Мы — Миллеры                         | We’re the Millers                              | Рик                    |
| 2014      | мф | Приключения мистера Пибоди и Шермана | Mr. Peabody and Sherman                        | итальянский посол 2    |
| 2014      | ф  | Трансформеры: Эпоха истребления      | Transformers: Age of Extinction                | начальник штаба        |
| 2015      | ф  | Рыцарь кубков                        | Knight of Cups                                 | Том                    |
| 2015      | с  | Странная парочка                     | The Odd Couple                                 | Феликс Ангер           |
| 2016      | ф  | Монстр-траки                         | Monster Trucks                                 | доктор Билл Дауд       |
| 2017      | с  | Смертельное оружие                   | Lethal Weapon                                  | Лео Гетс               |
| 2018      | ф  | Кукловод: Самый маленький рейх       | Puppet Master: The Littlest Reich              | Эдгар Истон            |
| 2018      | ф  | Поезд на Париж                       | The 15:17 to Paris                             | директор школы         |
| 2019      | с  | Зубастики: Новый загул               | Critters: A New Binge                          | мистер Вебер           |
| 2020      | с  | Сумеречная зона                      | The Twilight Zone                              | Джей Джей Мэллой       |
| 2021      | ф  | По наклонной                         | Cherry                                         | отец Хумэвер           |
| 2021      | ф  | Магазинные воришки всего мира        | Shoplifters of the World                       | дядя Шадрак            |
| 2022      | ф  | Странный Эл                          | Weird: The Al Yankovic Story                   | продавец аккордеонов   |